# Венгрия на зимних Паралимпийских играх 2018
Венгрия на зимних Паралимпийских играх 2018 года в Пхёнчхане была представлена двумя спортсменами (Цолт Балок и Кристина Лоренц) и одним спортсменом-гидом (Бенс Боцси) в соревнованиях по горнолыжному спорту и лыжным гонкам.

## Результаты соревнований

### Горнолыжный спорт
Мужчины
| Соревнования      | Класс               | Спортсмены                      | Заезд 1/ Скоростной спуск | Заезд 1/ Скоростной спуск | Заезд 2/ Слалом      | Заезд 2/ Слалом      | Время   | Место |
| Соревнования      | Класс               | Спортсмены                      | Время                     | Место                     | Время                | Место                | Время   | Место |
| ----------------- | ------------------- | ------------------------------- | ------------------------- | ------------------------- | -------------------- | -------------------- | ------- | ----- |
| Слалом            | С нарушением зрения | Цолт Балок ведущий — Бенс Боцси | DNF                       | DNF                       | Завершил выступление | Завершил выступление | —       | —     |
| Гигантский слалом | С нарушением зрения | Цолт Балок ведущий — Бенс Боцси | 1:27.87                   | 15                        | 1:25.40              | 16                   | 2:55.23 | 15    |

### Лыжные гонки
Женщины
| Класс | Соревнование                | Спортсмены      | Класс   | Квалификация | Квалификация | Полуфинал             | Полуфинал             | Полуфинал             | Финал                 | Финал                 | Итоговое место |
| Класс | Соревнование                | Спортсмены      | Класс   | Результат    | Место        | Заезд                 | Результат             | Место                 | Результат             | Место                 | Итоговое место |
| ----- | --------------------------- | --------------- | ------- | ------------ | ------------ | --------------------- | --------------------- | --------------------- | --------------------- | --------------------- | -------------- |
| Сидя  | 1,1 км, классический спринт | Кристина Лоренц | LW110.5 | 5:32.81      | 24           | Завершила выступление | Завершила выступление | Завершила выступление | Завершила выступление | Завершила выступление | 24             |